# Reteporella lata
Reteporella lata är en mossdjursart som först beskrevs av Busk 1884.  Reteporella lata ingår i släktet Reteporella och familjen Phidoloporidae. Inga underarter finns listade i Catalogue of Life.